# Parafia św. Doroty w Starej Zbelutce
Parafia świętej Doroty w Starej Zbelutce – parafia rzymskokatolicka znajdująca się w diecezji sandomierskiej, w dekanacie świętokrzyskim.

## Proboszczowie
- ks. Andrzej Czajkowski (2012– )[1]